# Christopher Daniels
Christopher Daniels är en amerikansk fribrottare som idag har kontrakt med, och uppträder för, wrestlingbolaget AEW. Daniels har tidigare arbetat under bland annat Total Nonstop Action och Ring of Honor.
Christopher Daniels är har tidigare brottats på shower i bland annat USA, England, Sydkorea och Japan, där han bland annat gått under signaturerna Curry Man och The Fallen Angel.

## Signatur Moves
- Angel Wings (Avslutare)
- Best Moonsault Ever (Avslutare)
- Last Rites (Avslutare)
- Running STO
- Arabian Press
- Death Valley Driver
- Double Knee Jawbreaker
- Slingshot Elbow Drop
- Step-Up Enziguri
- Koji Clutch
- Reverse STO (följs ofta upp med en Koji Clutch)
- Spin-Out Powerbomb
- Fall From Grace